# 大龙华镇
大龙华镇，是中华人民共和国广东省梅州市丰顺县下辖的一个乡镇级行政单位。

## 行政区划
大龙华镇下辖以下地区：
大田村、田东村、岗背村、长布村、华东村、松坑村、叶华村、石门村、北溪村、双罗村、长埂村、径门村、上溪村、罗洋村、龙北村和铜山村。